# Casa Buqueras
La Casa Buqueras és un edifici de Reus (Baix Camp) inclòs a l'Inventari del Patrimoni Arquitectònic de Catalunya. També es coneix com a ca l'Emili Balanyà.

## Descripció
És un habitatge entre mitgeres estructurat en planta baixa, entresòl i tres pisos superiors. Hi ha tres entrades, una d'allindada per accedir als pisos superiors al centre, flanquejada per dues entrades d'una botiga, dos arcs de mig punt alts fins al sostre de l'entresòl. La façana està arrebossada imitant l'encoixinat. Els pisos superiors tenen tres entrades, totes elles balcons amb barana de ferro forjat. El balcó del primer pis és l'únic que és corregut. Les obertures estan emmarcades per pedra a manera de marc i encara que són allindanades, aquest marc dibuixa un petit frontó triangular. L'edifici està rematat per una cornisa mixtilínea força ondulant que ens recorda altres edificis de Caselles, com la del número 5 del carrer d'Aleus o la de Cal Gabriel Pujol, a la Riera de Miró 41, i que no ens permet veure la coberta i que es complementa amb una reixa treballada de ferro forjat.

## Història
Casa construïda al Raval de Jesús per Pere Caselles per a Emili Balanyà i que va ser l'habitatge de la seva germana, Adelina Balanyà, casada amb el músic de Montbrió Antoni Buqueras Dalmau.
Hi havia al solar un edifici de mitjans del segle xix reformat per l'arquitecte Francesc Borràs l'any 1886, que per encàrrec d'Engràcia Mas, va reordenar de forma simètrica les obertures de la façana i va ajuntar la planta baixa i l'entresol amb arcs de mig punt. El 1913 Emili Balanyà, el nou propietari, va encarregar un nou projecte per aixecar una planta més a l'edifici i reestructurar la façana, mantenint les tres obertures, i Caselles projecta un coronament nou amb molta ornamentació, que té un capcer al centre i motllures de pedra que delimiten el perímetre ondulat. Caselles fa retocs a l'ornamentació que havia dissenyat Borràs i col·loca uns esgrafiats a totes les obertures, amb motius vegetals de tons verdosos.